# Махалата
Маха́лата (болг. Махалата) — село в Благоєвградській області Болгарії. Входить до складу громади Струмяни.

## Населення
За даними перепису населення 2011 року у селі проживали 47 осіб, усі — болгари.
Розподіл населення за віком у 2011 році:
Динаміка населення: